# Beth Haim

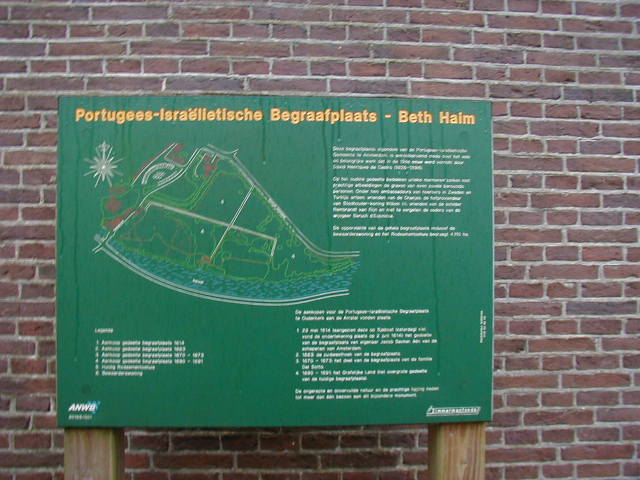
Plano à entrada de Beth Haim

Beth Haim é um cemitério histórico judaico português, situado em Ouderkerk aan de Amstel, nos arredores de Amesterdão. Aqui estão sepultados judeus holandeses de origem portuguesa. A comunidade judaica de origem portuguesa foi muito importante no século XVII, o chamado século de ouro dos Países Baixos, em que estes se estabeleceram como uma nação de relevo no contexto mundial.

## Figuras ilustres

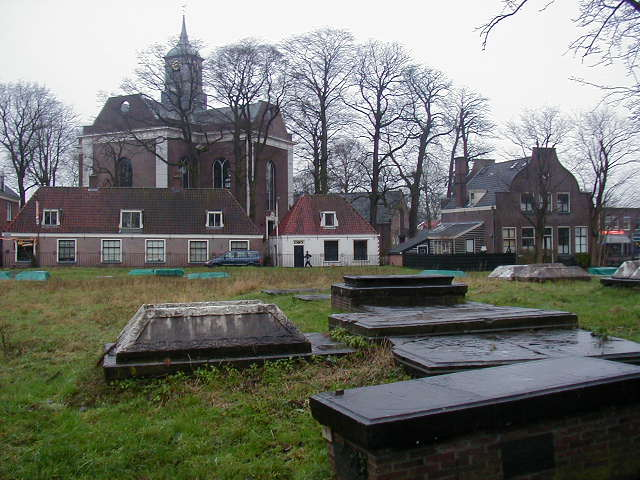
Aspecto de Beth Haim

- O rabino Menasseh ben Israel encontra-se sepultado ali.
- O Dr. Eliahu Montalto, médico de Maria de Medici.
- Os pais de Baruch Spinoza estão sepultados ali.

## Ver também

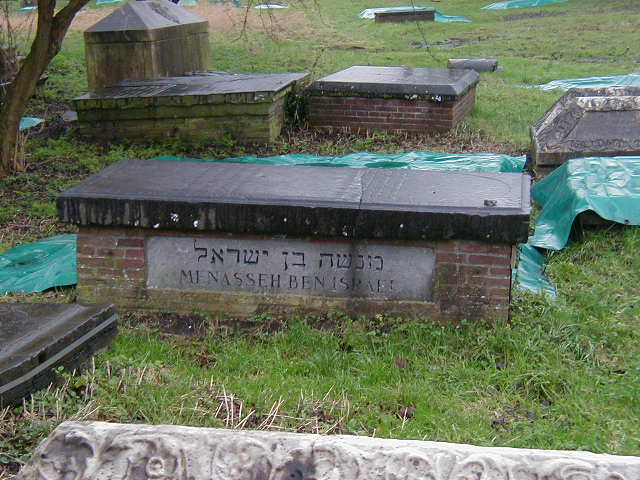
Túmulo de Menasseh ben Israel